# Monastýrshchina
Monastýrshchina (ruso: Монасты́рщина) es un asentamiento de tipo urbano de Rusia, capital del raión homónimo en la óblast de Smolensk.
En 2021, el asentamiento tenía una población de 3471 habitantes.
Se conoce la existencia del asentamiento desde finales del siglo XIII o principios del siglo XIV, cuando se estableció aquí un skete, siendo entonces estas tierras parte del principado de Moscú. En la segunda mitad del siglo XIV, las tierras se incorporaron al Gran Ducado de Lituania. Tras ser objeto durante varios siglos de las disputas entre rusos y polaco-lituanos por Smolensk, el pueblo se incorporó finalmente a la gobernación de Maguilov del Imperio ruso en la partición de 1772. En 1965, la Unión Soviética le dio el estatus de asentamiento de tipo urbano.
Se ubica a medio camino entre la capital regional Smolensk y la ciudad fronteriza bielorrusa Mstsislaw.

## Clima
| Parámetros climáticos promedio de Monastýrshchina | Parámetros climáticos promedio de Monastýrshchina | Parámetros climáticos promedio de Monastýrshchina | Parámetros climáticos promedio de Monastýrshchina | Parámetros climáticos promedio de Monastýrshchina | Parámetros climáticos promedio de Monastýrshchina | Parámetros climáticos promedio de Monastýrshchina | Parámetros climáticos promedio de Monastýrshchina | Parámetros climáticos promedio de Monastýrshchina | Parámetros climáticos promedio de Monastýrshchina | Parámetros climáticos promedio de Monastýrshchina | Parámetros climáticos promedio de Monastýrshchina | Parámetros climáticos promedio de Monastýrshchina | Parámetros climáticos promedio de Monastýrshchina |
| Mes                                               | Ene.                                              | Feb.                                              | Mar.                                              | Abr.                                              | May.                                              | Jun.                                              | Jul.                                              | Ago.                                              | Sep.                                              | Oct.                                              | Nov.                                              | Dic.                                              | Anual                                             |
| ------------------------------------------------- | ------------------------------------------------- | ------------------------------------------------- | ------------------------------------------------- | ------------------------------------------------- | ------------------------------------------------- | ------------------------------------------------- | ------------------------------------------------- | ------------------------------------------------- | ------------------------------------------------- | ------------------------------------------------- | ------------------------------------------------- | ------------------------------------------------- | ------------------------------------------------- |
| Temp. máx. media (°C)                             | -4.2                                              | -3.4                                              | 2.2                                               | 11.4                                              | 17.6                                              | 20.8                                              | 23.2                                              | 22                                                | 16.3                                              | 9                                                 | 2.7                                               | -1.4                                              | 9.7                                               |
| Temp. media (°C)                                  | -6.2                                              | -5.8                                              | -1.2                                              | 6.9                                               | 13.3                                              | 16.9                                              | 19.3                                              | 18                                                | 12.6                                              | 6.3                                               | 0.9                                               | -3.1                                              | 6.5                                               |
| Temp. mín. media (°C)                             | -8.6                                              | -8.7                                              | -4.9                                              | 1.8                                               | 8.1                                               | 11.9                                              | 14.7                                              | 13.6                                              | 8.8                                               | 3.5                                               | -1                                                | -5.1                                              | 2.8                                               |
| Precipitación total (mm)                          | 52                                                | 46                                                | 46                                                | 47                                                | 73                                                | 85                                                | 96                                                | 75                                                | 62                                                | 66                                                | 56                                                | 50                                                | 754                                               |
| Fuente:                                           |                                                   |                                                   |                                                   |                                                   |                                                   |                                                   |                                                   |                                                   |                                                   |                                                   |                                                   |                                                   |                                                   |